# Hostinec U města Hamburku
Hostinec U města Hamburku je bývalý zájezdní hostinec v Praze 8-Karlíně, který stojí na rohu ulic Sokolovská a U Nádražní lávky. Je chráněn jako nemovitá kulturní památka České republiky.

## Historie
Zájezdní hostinec dal v letech 1828–1829 postavit Václav Novotný. Jeho pojmenování údajně souviselo s vybudováním velkého říčního přístavu v Pobřežní ulici za domem, který zajišťoval po Vltavě a Labi spojení s Hamburkem.
Koncem 19. století koupil část domu JUDr. František Lokay, v jehož rodině zůstal do roku 1948. Po převzetí státem byl převeden na Teslu Karlín n.p., závod Moskva, která využívala dvorní budovy jako autoprovoz a část objektu jako ubytovnu.
V roce 1992 byl v restitucích vrácen rodině původních majitelů. Po povodni roku 2002 prošel rekonstrukcí.

## Popis
Hostinec je tvořen hlavní dvoupatrovou budovou v Sokolovské ulici a dvěma přiléhajícími patrovými křídly. Průčelí v Sokolovské má reprezentativní charakter. Jeho hlavní portál je rámován dvěma patníčky a dvěma pilastry. Z hlavic pilastrů vyrůstají dekorativní konzoly, které nesou balkon v prvním patře. Okna v prvním patře mají nadokenní římsy nesené volutovými konzolkami. Středový rizalit je ukončen masivním trojúhelníkovým tympanonem. Za širokým průjezdem do velkého dvora se nacházelo tříramenné schodiště nesené čtyřmi pilíři. Dvůr uzavíraly stáje a kůlny pro kočáry a vozy.
V objektu je zachován původní rozvrh dispozice včetně stropních konstrukcí.